# Языковское муниципальное образование (Саратовская область)
Языковское муниципальное образование — сельское поселение в Аткарском районе Саратовской области Российской Федерации.
Административный центр — село Иваново-Языковка.

## История
Статус и границы сельского поселения установлены Законом Саратовской области от 27 декабря 2004 года № 99-ЗСО «О муниципальных образованиях, входящих в состав Аткарского муниципального района».
18 апреля 2018 года Саратовской областной Думой принят закон "О преобразовании Ершовского и Языковского муниципальных образований Аткарского муниципального района Саратовской области и внесении изменений в Закон Саратовской области «О муниципальных образованиях, входящих в состав Аткарского муниципального района»
На основании принятого закона присвоено вновь образованному муниципальному образованию наименование «Ершовское муниципальное образование Аткарского муниципального района Саратовской области» и наделено статусом сельского поселения с административным центром в деревне Ершовка.

## Население
| 2010  | 2011  | 2012  | 2013  | 2014  | 2015  | 2016  |
| ----- | ----- | ----- | ----- | ----- | ----- | ----- |
| 1146  | ↘1143 | ↘1119 | ↗1134 | ↘1117 | ↘1089 | ↘1060 |
| 2017  | 2018  |       |       |       |       |       |
| ↘1055 | ↘1041 |       |       |       |       |       |

## Состав сельского поселения
| № | Населённый пункт | Тип населённого пункта       | Население |
| - | ---------------- | ---------------------------- | --------- |
| 1 | Большая Осиновка | село                         | ↘353      |
| 2 | Гвардеевка       | деревня                      | 1         |
| 3 | Зубовка          | деревня                      | 25        |
| 4 | Иваново-Языковка | село, административный центр | ↗537      |
| 5 | Ракитовка        | деревня                      | 2         |
| 6 | Сосновка         | село                         | 43        |
| 7 | Языковка         | село                         | ↘185      |